# 양수소 결합
양수소 결합은 수소결합의 일종으로 금속 수소 결합과 OH 또는 NH 그룹  또는 다른 양성자 도너 간의 상호작용이다. 이 현상의 첫 예는 브라운과 헤셀타인에 의해서였다. 그들은 (CH3)2NHBH3 용액에 대해 IR 밴드내에 3300rhk 3210/cm에서 강한 흡수띠를 관찰하였다. 더 높은 에너지 밴드는 정상적인 N-H 진동에 할당되는 반면 더 낮은 에너지 띠는 같은 결합에 할당된다. 그것은 (같은 결합) B-H와 상호작용하고 있다. 용액이 묽어짐에 따라 3300/cm띠는 감소하였는데 분자간 연합을 나타낸 양수소 결합내의 관심은 H3NBH3 분자의 결정그래픽 특성에 따라 지배되었다. 이 분자내에서 브라운과 헤셀타인의 연구와 같이 질소위의 수소 원자 들은 부분적인 음전하를 지닌다.
즉 아민은 프로틱산이며 보레인 담말은 하이드라이드이다. 결과적인 BH...HN 인력은 분자를 고체로 안정되게 한다. 비교되어 관련된 물질, 에탄은 끓는 점이 285도이하인 기체이다. 두 수소 원자들이 관련되므로 이것은 양수소 결합으로 명명되었다.
양수소 결합의 형성은 하이드라이드와 프로틱 산의 반응에서 수소의 형성이전에 발생한다고 가정된다. 매우 짧은 양수소 결합은 1.79, 1.86 과 1.94 옹스트롱의 H--H 접촉을 지닌 N2BH4 2H2O내에서 관찰된다.
이 종류의 H---H 상호작용은 금속에 양수소 바운드를 지닌 천이 금속 복합체내의 H---H 결합 상호작용과 구분된다. 다른 소위 수소-수소 결합은 두 중성 비결합 수소원자간의 특정 화합물내에 존재하다고 가정된다.